# Coppa dei Paesi Bassi 2017-2018 (pallavolo femminile)
La Coppa dei Paesi Bassi 2017-2018 si è svolta dal 2017 al 18 febbraio 2018: al torneo hanno partecipato squadre di club olandesi e la vittoria finale è andata per la terza volta allo Sliedrecht.

## Regolamento
Il torneo prevede una fase preliminare, dove partecipano club impegnati nei tornei provinciali e amatoriali, prendendo parte a:
- round preliminare, che si svolge in gara unica;
- primo round, che prevede gironi da quattro squadre e un round-robin, con gli incontri al meglio dei 3 set, che qualificano al turno successivo le sole prime classificate;
- secondo round, che prevede gironi da tre squadre e un round-robin, che qualificano al turno successivo solo le prime classificate.

Vi è poi la fase finale, che vede la partecipazione dei club di Eredivisie, prendendo parte a:
- ottavi di finale, che si svolgono in gara unica;
- quarti di finale, che si svolgono in gara unica;
- semifinali, che si svolgono in gare di andata e ritorno;
- finale, che si svolge in gara unica.

## Squadre partecipanti
Dati non disponibili.

## Torneo

### Round preliminare
Dati non disponibili. 

### Round 2
Dati non disponibili.

### Ottavi di finale
| 19 novembre 2017 Willem Alexander Sportcentrum, Groninga Durata: ? - Spettatori: ?     | Veracles  | 0 - 3 | Sliedrecht     | 24-26, 17-25, 14-25               |
| 18 novembre 2017 Topsporthal Achterhoek, Doetinchem Durata: ? - Spettatori: ?          | Orion     | 3 - 1 | Weert          | 25-19, 27-25, 20-25, 25-23        |
| 17 novembre 2017 Oostgaarde Sporthal, Capelle aan den IJssel Durata: ? - Spettatori: ? | Capelle   | 3 - 1 | Flamingo's '56 | 25-23, 25-19, 13-25, 25-14        |
| 18 novembre 2017 Amstelcampus, Amsterdam Durata: ? - Spettatori: ?                     | US        | 0 - 3 | Alterno        | 18-25, 23-25, 21-25               |
| 18 novembre 2017 Prima Donna Kaas Arena, Huizen Durata: ? - Spettatori: ?              | Huizen    | 2 - 3 | Eurosped       | 25-23, 25-19, 17-25, 15-25, 7-15  |
| 18 novembre 2017 Sporthal de Körref, Meijel Durata: ? - Spettatori: ?                  | Peelpush  | 2 - 3 | Set-Up'65      | 25-17, 25-22, 16-25, 18-25, 14-16 |
| 17 novembre 2017 Alternohal, Apeldoorn Durata: ? - Spettatori: ?                       | Alterno 2 | 3 - 1 | Zwolle         | 22-25, 25-18, 25-22, 25-19        |
| 18 novembre 2017 Sneker Sporthal, Sneek Durata: ? - Spettatori: ?                      | Sneek 2   | 0 - 3 | Sneek          | 18-25, 20-25, 11-25               |

### Quarti di finale
| 19 dicembre 2017 Topsporthal Achterhoek, Doetinchem Durata: ? - Spettatori: ?          | Orion     | 1 - 3 | Sliedrecht | 20-25, 25-22, 19-25, 20-25       |
| 20 dicembre 2017 Oostgaarde Sporthal, Capelle aan den IJssel Durata: ? - Spettatori: ? | Capelle   | 1 - 3 | Alterno    | 25-20, 6-25, 17-25, 22-25        |
| 20 dicembre 2017 Sporthal het Punt, Vroomshoop Durata: ? - Spettatori: ?               | Eurosped  | 3 - 2 | Set-Up'65  | 25-19, 25-11, 19-25, 21-25, 15-8 |
| 6 dicembre 2017 Alternohal, Apeldoorn Durata: ? - Spettatori: ?                        | Alterno 2 | 1 - 3 | Sneek      | ?, ?, 25-19, 12-25               |

### Semifinali

#### Andata
| 17 gennaio 2018 Alternohal, Apeldoorn Durata: ? - Spettatori: ?         | Alterno  | 1 - 3 | Sliedrecht | 19-25, 23-25, 25-16, 16-25 |
| 17 gennaio 2018 Sporthal het Punt, Vroomshoop Durata: ? - Spettatori: ? | Eurosped | 3 - 1 | Sneek      | 17-25, 26-24, 25-9, 25-21  |

#### Ritorno
| 31 gennaio 2018 Sporthal De Basis, Sliedrecht Durata: ? - Spettatori: ? | Sliedrecht | 3 - 2 | Alterno  | 25-17, 25-12, ?, ?, 15-9   |
| 31 gennaio 2018 Sneker Sporthal, Sneek Durata: ? - Spettatori: ?        | Sneek      | 1 - 3 | Eurosped | 25-27, 19-25, 25-20, 22-25 |

### Finale
| 18 febbraio 2018 Het Activum, Hoogeveen Durata: ? - Spettatori: ? | Sliedrecht | 3 - 0 | Eurosped | 25-21, 25-20, 25-16 |